# مأرب برس (صحيفة يمنية)
مأرب برس هي صحيفة يمنية ورقية واليكترونية يومية تعنى بالشئوون المحلية. أٌطلق الموقع الاليكتروني مارب برس عام 2006 وفي العام 2012 تم تدشين صحيفة مأرب برس الورقية اليومية.

## وصلات خارجية
الموقع الاليكتروني